# Noir Désir
Noir Désir (česky Černá touha) byla francouzská rocková kapela (řazená do žánrů punk-rock, grunge, alternativní rock, experimentální rock, garage rock).

## Historie

### Vznik kapely
Projekt se zrodil v roce 1983 v hlavě tehdy devatenáctiletého Bertranda Cantata, následně frontmana kapely. Jeho přátelé z Bordeaux pomohli jeho nápad zrealizovat, a tak vznikla nová skupina, která na svůj mainstreamový úspěch čekala poměrně dlouhou dobu, ale poté se nepřehlédnutelně zapsala do historie novodobé francouzské populární hudby, stejně jako třeba Manu Chao, Brigitte Fontaine, Louise Attaque, Yann Tiersen a Leo Ferré.

### 80. léta
Po čtyřech letech existence kapely vychází debutové album Où veux tu qu'je r'garde?, které obsahovalo pouze šest písní. Album neudělalo díru do světa ani neslavilo větší ohlas ve Francii, z nahrávek byla znát slabá kvalita zvuku, album působilo nedotaženě po hudební stránce. Přesto však obsahovalo dvě písně, které se za nějaký čas staly hity – La Rage a Pyromane.
V roce 1989 přišlo další album, respektive první oficiální studiové album, tentokrát o poznání profesionálnější a kvalitnější, Veuillez rendre l'âme. S tímto albem, které bylo označeno za jedno z nejlepších francouzských rockových alb všech dob, už Noir désir prorazili, alespoň na alternativní a klubové scéně. Z melancholické balady Aux sombres héros de l'amer, která se hudebně trochu vymykala zbytku nahrávky, se stal velký hit. Z Noir désir se postupně začala stávat prominentní kapela.
V této době zaujali hlavně totálním nasazením při koncertech, ale také svými levicovými názory. V rané tvorbě šlo téměř o anarchii, která se postupem času vytrácela. Hudba Noir désir byla specifická, stejně jako pochmurné, poetické a metaforické texty Bertranda Cantata, který často nalézal inspiraci u E.A.Poea a tzv. prokletých básnících.

### Začátek 90. let
V roce 1991 spatřilo světlo světa druhé studiové album Du ciment sous les plaines, které sice kvalitu a jedinečnost předešlé desky nepřekonalo, ale zároveň ani nebylo krokem zpátky. Noir désir se žánrově posunuli k punk-rocku. Ostré texty útočily na západní společnost, odvrácené strany lidské povahy, kapitalismus, zkostnatělost byrokracie a válečné konflikty. Častým tématem i do budoucna se stala smrt, deprese a skepse.
Rok 1992 znamenal definitivní přelom, kapela vydala třetí album Tostaky (zkratka španělského Todo está aquí – všechno je tady – jednoho z revolučních hesel Emiliina Zapaty, vůdčí osobnosti Mexické revoluce), které z ní udělalo fenomén, exkluzivní záležitost. Album zplodilo čtyři velké hity Tostaky (Le continent), Marléne, Lolita nie en bloc a Ici Paris.
Poté následovalo menší šílenství a velké koncertní turné. Hudebně Tostaky překonalo předešlé alba, obsahovalo i víc nápadů a melodií, texty se stočili k problémům v Chiapasu (kde o dva roky později v režii Marcose a EZLN propukla zapatistická revoluce) a ztrátě národní identity (Ici Paris). Hudba se posunula směrem vpřed, stejně tak Cantatův vokální projev.

### 666-667 club
Po dlouhém koncertování si kapela dala na chvíli oddech, aby připravila nové album, které je mělo posunout na francouzské hudební nebe. Mezitím vyšlo živé dvojalbum Dies Iraem, které obsahovalo největší hity a také dvě předělávky – Long Time Man od Nicka Cavea a I want you od Beatles.
Píše se rok 1996. Vychází album 666-667 club, na obalu s rozpitým sluncem na blankytně modrém nebi obklopeným mraky. A stejně jako přebal CD vypadalo dění kolem Noir désir. Parta kolem Bertranda Cantata překonala snad všechny rekordy v zemi galského kohouta. 666-667 club se stal nejprodávanějším francouzským rockovým albem všech dob.
Komerční boom byl zapříčiněn vysokou kvalitou nahrávky, obrovským hitovým potenciálem a hlavně charismatickým Bertrandem, ze kterého se stala vážená persona. „Fin de siécle“ (Konec století) je jakási pocta prokletým básníkům, „Song for JLP“ památkou na zesnulého Jeffreyho Lee Pierce, frontmana americké kapely The gun club. „A ton étoile“ (Tvojí hvězdě) pojednává o lacandonském konfliktu v mexickém Chiapasu a vzdává hold subkomandantu Marcosovi, muži, který stojí v čele celého hnutí. „Un jour en Francé“ ukazuje Francii jako málo hrdou zemi pohlcenou amerikanismem, Asiaty, muslimy a globalizací.
Po vydání alba následovalo tentokrát už velké šílenství, dlouhá koncertní šňůra. A konečně i relativní úspěch v jiných zemích mimo domácí Francii – Německu, Kanadě, Španělsku a Argentině.
Z členů kapely se staly hvězdy, z Noir désir fenomén.

### Des visages des figures
Po konci turné začala kapela pracovat na jiných projektech, proto si hladoví fanoušci museli vystačit s remixovým albem One trip/one noise, které obsahovalo více a většinou méně povedené coververze původních písní, převedených do jiných žánrů. Za zmínku stojí předělávka génia Yanna Tiersena (mimo jiné i soundtrack Amélie z Montmartru) „A ton étoile“
V roce 2000 vyšla kompilace En route pour la jolie s předělávkami od Jacquesa Brela Ces gens-lá, The doors My Wild Love a Johna Lennona Working Class Hero.
Po úspěších předešlých alb se čekalo, s čím Noir désir přijdou. Album Des visages des figures vyhrálo mnoho hudebních cen, prodalo se ho téměř milion kusů, s pomocí Manu Chaa vznikl nadčasový hit, mezinárodně úspěšná rozesmutnělá balada, Le vent nous portera. Pocty se dostalo i mrtvé legendě francouzské poezie a hudby, Leu Ferrému, jehož báseň Des armes Cantat osobitě zhudebnil. Na písni L’europe spolupracovala francouzská avantgardní zpěvačka Brigitte Fontaine.
Noir désir v okamžiku vydání alba byli na vrcholu slávy. Deska byla velmi hudebně propracovaná, s novými prvky, měla pomalejší tempo a také víc umělecké zpracování, v mnoha ohledech je naprosto jedinečná.
I turné k nové desce se lišilo od předešlých. Noir désir vsadili na absolutní stylizaci, na umělecký dojem a propracovanou scénu. Na turné spolu s nimi vyrazil i orchestr.

### Skandál
Bertrand Cantat tou dobou opustil svou manželku, se kterou měl dvě děti. Měl poměr s Marií Trintignantovou, filmovou herečkou a dcerou slavného herce. Jejich vztah byl velmi vášnivý, láska to byla doslova smrtící. V roce 2003, na vrcholu své slávy, byl odsouzen v litevském Vilniusu k osmi letům vězení za zabití své milenky. Po hádce a žárlivé scéně totiž Cantat Marii zmlátil a v přesvědčení, že ztratila vědomí, ji uložil do postele. Marie byla převezena do nemocnice v Paříži, kde po třech dnech zemřela. Cantat dostal poměrně nízký trest, a sice osm let vězení za neúmyslné zabití a neposkytnutí pomoci. Ve chvíli, kdy došlo k incidentu, byl pod vlivem drog, k činu se přiznal a ve vazbě se pokusil o sebevraždu.
V roce 2004 byl převezen do Francie, kde se po odsezení poloviny trestu dostal na svobodu. Stalo se tak v říjnu 2007. Cantat odmítl vystoupit na veřejnosti, ale svého činu hluboce lituje, podle jeho slov a slov jeho přátel Marii hluboce miloval, po její smrti se psychicky zhroutil a pokusil se o sebevraždu.

### Cantat na svobodě
Věci se po jeho propuštění daly znovu do pohybu. Kytarista skupiny Serge Teyssot-Gay oznámil, že se pracuje na nové desce.
Cantat musel zaplatit odškodné pozůstalým Marie Trintignantové a soud mu uložil zaplatit i reparace za film, který kvůli smrti hlavní herečky nemohl být dotočen.

## Členové kapely
- Bertrand Cantat – zpěv, kytara, harmonika
- Serge Teyssot-Gay – kytara
- Jean-Paul Roy – basová kytara
- Denis Barthe – bicí

## Oficiální diskografie
- 1987 Où veux tu qu'je r'garde?
- 1989 Veuillez rendre l'âme
- 1991 Du ciment sous les plaines
- 1992 Tostaky
- 1996 666-667 club
- 2001 Des visages des figures

## Ocenění
- Noir désir prodali přes tři miliony alb.
- V roce 2002 vyhráli cenu Victoires de la Musique za nejlepší rockové album Des visages des figures.
- V roce 1998 vyhráli cenu Victoires de la Musique za nejlepší píseň roku L’homme pressé.
- V roce 2002 vyhráli cenu Victoires de la Musique za nejlepší hudební klip roku Le vent nous portera.
- V roce 2006 vyhráli cenu Victoires de la Musique za nejlepší hudební DVD Noir désir en images.